# Some of These Numbers Mean Something
Some of These Numbers Mean Something is het achtste muziekalbum van de Britse muziekgroep Darkroom. Het studioalbum, dat eerst Place guitar under microscope zou heten, bevat een mengeling van ambient, rock en elektronische muziek. Darkroom is op dit album uitgebreid met een vaste slagwerker. Het album is opgenomen in Royston, Letchworth en Londen door “Os”.

## Musici
- Michael Bearpark – gitaar, basgitaar, loops en feedback
- Andrew Ostler ("Os") – synthesizers, programmeerwerk
- Andrew Booker – (elektronische) slagwerk

## Composities
Van Bearpark / Ostler, grotendeels geïmproviseerd:
1. The Valley Of Ten Thousand Smokes (5:57)
2. Some Of These Numbers Mean Something (6:17)
3. My Sunsets Are All One-Sided (6:43)
4. Mercury Shuffle (4:12)
5. No Candy No Can Do (4:17)
6. Two Is Ambient (7:29)
7. Chalk Is Organised Dust (5:30)
8. Insecure Digital (2:19)
9. Turtles All The Way Down (4:01)

De hoes is een foto van een landende Concorde genomen door Carl Glover, die meer hoezen ontwierp voor het platenlabel Burning Shed.